# Muruganpalayam
Muruganpalayam è una suddivisione dell'India, classificata come census town, di 14.431 abitanti, situata nel distretto di Coimbatore, nello stato federato del Tamil Nadu. In base al numero di abitanti la città rientra nella classe IV (da 10.000 a 19.999 persone).

## Geografia fisica
La città è situata a 11° 05' 56 N e 77° 19' 42 E.

## Società

### Evoluzione demografica
Al censimento del 2001 la popolazione di Muruganpalayam assommava a 14.431 persone, delle quali 7.517 maschi e 6.914 femmine. I bambini di età inferiore o uguale ai sei anni assommavano a 1.664, dei quali 864 maschi e 800 femmine. Infine, coloro che erano in grado di saper almeno leggere e scrivere erano 9.258, dei quali 5.484 maschi e 3.774 femmine.